# Bandera de la Ciudad de Quebec
La bandera de la ciudad de Quebec fue adoptada oficialmente el 12 de enero de 1987.
La bandera presenta un barco amarillo dorado en un campo azul profundo rodeado por un borde blanco almenado representando los peculiares muros de la ciudad. El borde también significa la ciudad fortificada de Brouage en Saintonge, Francia, de donde vino su fundador.
El barco representa al barco de Samuel de Champlain, el «Don de Dieu» (en español: Regalo de Dios), un recordatorio del fundador de la ciudad. Las velas exteriores simbolizan la valentía y la fuerza de la población. El barco también significa la ciudad como un puerto importante en Norteamérica.
Los colores heráldicos usados tienen el siguiente significado:
- Dorado (Oro): fortaleza, justicia, consistencia, riqueza, fe y lustre.
- Blanco (Argén): pureza, verdad, caridad, humildad y victoria.
- Azul (Azur): lealtad, claridad, soberanía, majestad, buena reputación, conocimiento y serenidad. El azul también es predominante en el escudo de armas de la ciudad para hacer hincapié en su fundación por los franceses.

## Otra versión

Primera bandera (1967 a 1987)

- Datos: Q530807